# Arcus (satellite)
Pour les articles homonymes, voir Arcus (homonymie).
Arcus (en latin : arc) est un projet de télescope spatial à rayons X mou (12-50 Å) proposé à la NASA qui doit être placé en orbite vers 2023. Son objectif est d'utiliser les spectres lumineux du rayonnement X pour étudier l'évolution des structures des galaxies et des amas de galaxies, l'influence des trous noirs supermassifs, la structure du milieu interstellaire, la formation et l'évolution des étoiles. Pour y parvenir, le télescope est conçu pour atteindre une résolution spectrale de 3 000 et une surface effective de 500 cm2. La mission proposée fin 2016 dans le cadre du programme Explorer n'est pas retenue lors de la sélection finale intervenue en février 2019.

## Historique
Le projet Arcus est proposé fin 2016 en réponse à l'appel à propositions du programme Explorer de la NASA (programme rassemblant des missions scientifiques à faible coût). Il est un des trois finalistes retenus en août 2017 avec SPHEREx et FINESSE. Une étude d'une durée de 9 mois financée par l'agence spatiale américaine est alors lancée pour détailler les spécifications de la mission. Finalement le projet n'est pas retenu, la NASA ayant annoncé la sélection du projet SPHEREx en février 2019.

## Objectifs
Les objectifs de la mission Arcus sont :
- Mesurer comment la matière baryonique s'échappe ou est capturée par les galaxies en observant les vitesses radiales des gaz chauds de notre galaxie et des autres galaxies et amas de galaxies ;
- Déterminer comment les trous noirs grossissent et influencent leur environnement en mesurant la masse, l'énergie et la composition des vents soufflant depuis la région centrale entourant les trous noirs ;
- Comprendre comment les étoiles, les disques circumstellaires et les atmosphères des exoplanètes évoluent en observant l'accrétion des matériaux autour des jeunes étoiles ainsi que la couronne des étoiles jeunes ou faisant partie de la séquence principale et également en étudiant les transits des exoplanètes.

## Caractéristiques techniques
Arcus est un engin spatial de 1 142 kg. La plate-forme stabilisé sur 3 axes est de type Leostar-2 de Northrop Grumman Innovation Systems déjà utilisée pour les missions NuSTAR avec une configuration instrumentale similaire et TESS qui circule sur une orbite similaire. L'énergie est fournie par des panneaux solaires déployés en orbite qui fournissent au minimum 405 watts.

### Instrument
L'unique instrument est un télescope spatial à rayons X mous (12-50 Å) avec une surface effective de 450 cm2 dans la bande O VII (21,6 à 28 Å) et une résolution spectrale de 2 500. Ce résultat est obtenu en utilisant une optique à incidence rasante qui envoie le faisceau de photons sur un réseau de diffraction qui les disperse sur des CCD. L'optique et les capteurs sont séparés par un banc d'optique déployé en orbite qui porte la longueur de l'engin spatial à 13,35 mètres et la focale à 11 mètres. Il y a 4 optiques et quatre ensembles de CCD de 30 × 50 cm. L'optique utilise la technique des pores de silicium développée par l'Agence spatiale européenne (ESA) pour sa mission ATHENA.

## Déroulement de la mission
Arcus est placé sur une orbite terrestre haute (apogée=190 000 km, périgée=66 000 km) en résonance 4:1 avec la Lune. L'inclinaison orbitale est de 16° et la période de l'orbite est de 6,5 jours. Environ 200 sources doivent être observées au cours de la mission primaire dont la durée est d'environ 2 ans. Le centre de contrôle est situé au centre de recherche Ames tandis que le centre chargé des opérations scientifiques est hébergé par le Smithsonian Astrophysical Observatory. 

### Sites externes
- (en) Site officiel